# Gulf Stream
Pour les articles homonymes, voir Gulf Stream (Floride) et Gulfstream.
Ne doit pas être confondu avec Dérive nord atlantique.

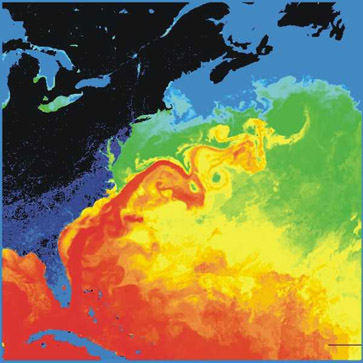
Le Gulf Stream (en orange et jaune) au large de la côte Est des États-Unis (température de surface).

Le Gulf Stream est un courant océanique chaud, de surface, prenant sa source entre la Floride et les Bahamas, le long de la côte est des États-Unis et qui se disperse dans l'océan Atlantique quelque part au large de la Nouvelle-Écosse et de Terre-Neuve tout en se prolongeant par d'autres courants marins. Il constitue une portion du gyre de l'Atlantique Nord et désigne souvent dans le langage courant et celui des médias la dérive nord atlantique qui baigne les eaux de l'Europe de l'Ouest et du Nord. Selon l'organisation météorologique mondiale, le terme peut se traduire par « courant du Golfe » à cause de son origine, soit le golfe du Mexique.
Son rôle concernant la régulation des températures atmosphériques des continents européen et américain, longtemps considéré comme prépondérant, est de plus en plus remis en question.

## Découverte
Le Gulf Stream était probablement connu des Amérindiens séminoles plusieurs siècles avant la « découverte de l'Amérique ». Dès 1513, lors de la découverte de la Floride, le navigateur espagnol Juan Ponce de León remarque que ses navires sont emportés par un énorme et rapide courant d'eau chaude qui vient de l'actuelle mer des Antilles.
Ce n'est qu'en 1770 que l'Américain Benjamin Franklin, alors responsable de l'administration des postes fait réaliser une étude approfondie et une cartographie détaillée du Gulf Stream pour améliorer le temps de transport du courrier avec la Grande-Bretagne. Il participe lui-même aux études et ce travail a un tel retentissement qu'il donne lieu à la légende selon laquelle c'est lui qui l'aurait nommé, voire découvert.

## Historique
Le Gulf Stream a commencé à se former il y a environ 4,1 millions d'années, durant le Pliocène, par la fermeture de l'isthme de Panama.
Il s'est ensuite développé pendant les trois millions d'années suivantes. À partir de cette date, l'édification du barrage volcanique de l'Amérique centrale est devenue totale, coupant le passage de l'eau atlantique vers le Pacifique.

## Formation
Le Gulf Stream est constitué de la fusion du courant de Cuba et du courant nord équatorial (en).
En effet, l'eau chaude équatoriale atlantique, qui passait à travers les Antilles, remonte désormais vers le nord. Les trois quarts environ du débit équatorial atlantique longent le semi-barrage des Antilles, alors qu'un quart fait un détour en passant par la Mer des Caraïbes, le Golfe du Mexique et le Détroit de Floride. Finalement, ces deux branches se réunissent à la hauteur de Miami pour former le Gulf Stream.

## Étendue

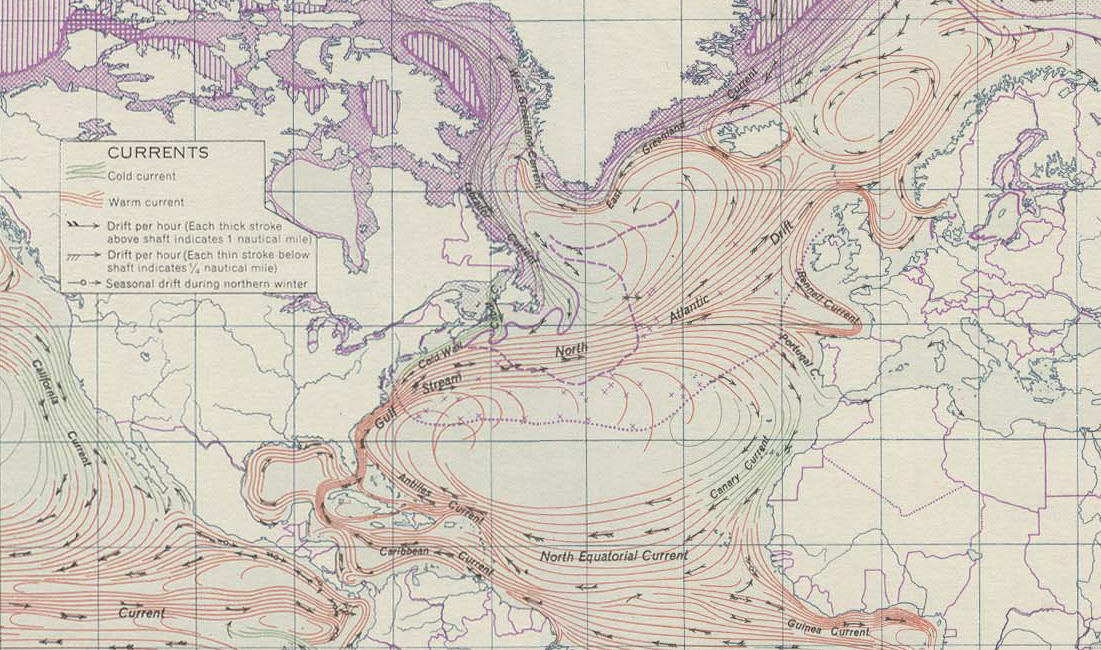
Le Gulf Stream et la circulation de l'Atlantique nord.

Henry Stommel décrit en quelques mots le phénomène comme une frontière qui partage le nord, froid, et le centre, chaud : 

« Le Gulf Stream n'est pas un fleuve chaud, mais un mur séparant de l'eau chaude et de l'eau froide. C'est une entité physique semblable à la pellicule d'air qui enrobe l'aile d'un avion se déplaçant dans les airs, la couche limite. »

Il s'agit d'un véritable fleuve tiède circulant à la surface de l'océan Atlantique et charriant les eaux chaudes des mers tropicales (à 25 degrés environ) vers le nord du globe terrestre. Pour certains spécialistes, le courant de Floride est une partie du Gulf Stream entre le détroit de Floride et le cap Hatteras. Sur cette partie, il est proche du littoral et reste relativement stable. Sa température est comprise entre 24 °C et 28 °C. Au large de la Floride, le Gulf Stream est un véritable fleuve, de 30 à 150 km de large et de 300 à 1 200 m de profondeur, qui s'écoule à une vitesse de 2,5 m/s (9 km/h). Ses bords sont visibles à l'œil nu. Il longe alors la côte vers le nord jusqu'au cap Hatteras, puis se dirige vers l'est en formant des méandres qui finissent par se détacher du courant principal sous forme de tourbillons qui s'atténuent en plusieurs jours ou quelques semaines. Ces tourbillons sont le principal mécanisme de ralentissement et de dilution du courant, selon l'océanographe William R. Holland.
La limite sud du courant se dilue rapidement dans l'océan dont la température et la salinité sont très peu différentes. Au contraire, la limite nord-ouest constitue également la limite sud-est du courant du Labrador, froid et coulant en sens opposé.
Au sud du Groenland, on continue à observer des poches d'eaux plus chaudes mais le déplacement de l'eau ne se fait plus vers l'est que statistiquement, à une vitesse inférieure à 8 km/jour. Son déplacement instantané dépend de la vitesse et de la direction du vent, et du temps depuis lequel ce vent souffle.

## Mécanisme
Ce courant marin est propulsé et contrôlé par une combinaison d'interactions dont les forces éoliennes, les différences de densité de l'eau (température, salinité), les apports d'eau douce continentale d’Amérique du Nord, d’eau pluviale sur l’océan et la géographie des côtes. De légères différences d'altitude peuvent être mesurées par rapport à ce qui correspondrait à la surface moyenne d'équilibre statique des océans, mais ces différences d'altitude sont la conséquence des phénomènes dynamiques précités et non leurs causes[réf. nécessaire].
Le moteur de la circulation thermohaline est constitué par la différence de densité due aux variations de salinité et de température des eaux. Les eaux arctiques sont plus denses car elles sont plus salées et plus froides. Les eaux atlantiques sont moins denses car elles sont moins salées et plus chaudes. Les eaux arctiques (qui se dirigent vers le sud-ouest) plongent donc sous les eaux atlantiques qui se dirigent vers le nord-est, créant une aspiration des eaux atlantiques vers ce nord-est.

## Influence sur le climat
En 1855, un lieutenant de marine des États-Unis, Matthew Fontaine Maury, publia The Physical Geography Of The Sea and its Meteorology. Il y posait l'hypothèse que le Gulf Stream jouait un rôle majeur dans la régulation des températures hivernales de l'Ouest de l'Europe. À partir d'observations faites de part et d'autre de l'Atlantique, l'auteur concluait que le Gulf Stream, seule vraie source de chaleur locale, était responsable du climat hivernal européen particulièrement doux (15 °C de plus en moyenne que pour l'Est canadien). Comme il ne disposait pas de relevés climatiques précis de haute mer, l'auteur ne distingua pas alors les climats « maritimes » des climats continentaux, en réalité fondamentalement différents.
Selon cette théorie, c'est le Gulf Stream, chaud, qui transférerait en hiver son énergie thermique aux vents d'ouest froids, stabilisant le déséquilibre entre les couches atmosphérique et océanique dû à un rayonnement solaire diminué. Les deux couches s'équilibreraient, réduisant de la sorte le refroidissement des températures. Cette théorie ancienne de plus d'un siècle a été largement diffusée jusque dans les années 1990, notamment dans les manuels de géographie et les encyclopédies, même si elle n’a jamais été scientifiquement confirmée.
On ignore encore l'importance exacte des impacts du Gulf Stream sur le climat européen continental ou océanique, ou sur la formation des nuages.
L'énergie thermique accumulée l'été par le continent eurasiatique mais surtout par les mers, est pour partie restituée l'hiver aux masses d'air poussées par les vents notamment au-dessus de l'Atlantique, sans que ces derniers connaissent les perturbations que leur imposent les chaînes montagneuses orientées nord-sud qui bordent les Amériques. D'autre part, le courant océanique de jet, c'est-à-dire la déviation des vents par la rotation de la Terre ou force de Coriolis, apporte en hiver sur le continent européen, grâce aux vents d'ouest dominants, de l'air océanique beaucoup plus doux que l'air continental. Or, les vents dominants viennent d'ouest en Europe et plutôt du nord pour l'Amérique du Nord.
Une étude publiée en 2002 par Richard Seager (climatologue de l'université Columbia) étaye par des modèles l'hypothèse que l'effet du Gulf Stream est nettement moins important que l'effet des mouvements atmosphériques. Les simulations de Richard Seager laissent penser que l'écart hivernal de température moyenne observé entre l'Est de l'Amérique du Nord et l'Europe de l'Ouest n'est que peu lié au Gulf Stream (à l'exception notable de la Norvège), mais plutôt aux sens des vents dominants qui diffèrent : la présence des montagnes Rocheuses et la configuration géographique expliqueraient mieux les écarts de température, le vent d'ouest au nord-est de l'Amérique du Nord venant du nord-ouest, tandis que le vent d'ouest en Europe de l'Ouest vient du sud-ouest. Le Gulf Stream aurait dans les différents modèles testés par Seager un effet nettement plus faible, et son arrêt ne changerait rien au fait que l'Amérique du Nord resterait plus froide que l'Europe en hiver. Ses modèles suggèrent un refroidissement de l'ordre de 4,5 à 6 °C aux latitudes moyennes, et de l'ordre de 20 °C en Norvège, en cas d'arrêt du transport de chaleur océanique, mais également réparti de part et d'autre de l'Atlantique. Cet effet ne ferait alors, aux latitudes moyennes, que compenser le réchauffement global.
Le contraste entre Paris et Montréal est dû à la rotation de la Terre qui engendre des vents d'ouest dominants pour les latitudes tempérées.
Les façades continentales ouest (Europe), situées à l'est de l'océan, jouissent donc naturellement d'un climat plus doux que les façades continentales est (comme Montréal), situées à l'est d'un continent où les descentes d'air froid sont plus marquées et accentuées et non pas atténuées.

## Possibilités de disparition du Gulf Stream
Les chercheurs du GIEC ont émis l'hypothèse que le réchauffement climatique pourrait entraîner une diminution de la circulation thermohaline, par diminution de la salinité et augmentation de la température de l'océan Arctique. La presse a entretenu l'idée que la circulation des eaux empruntant le Gulf Stream sur une partie de son trajet pourrait s'arrêter et donc arrêter le Gulf Stream lui-même. En fait, les débits concernés sont sans commune mesure. Le Gulf Stream est un élément d'un système plus grand encore : il fait partie de la branche occidentale renforcée de la gyre océanique subtropicale de l'Atlantique nord. Le moteur de cette gyre étant l'anticyclone des Açores et l'origine de celui-ci étant la différence de température entre l'équateur et le pôle Nord, l'arrêt de la circulation thermohaline n'aurait qu'une conséquence à peine décelable sur le Gulf Stream.
Les scientifiques observent un ralentissement de la circulation méridienne de retournement atlantique, dont fait partie le Gulf Stream, en raison du changement climatique. Ce ralentissement est observé de manière indirecte, par la taille des grains dans les sédiments océaniques ou la composition d'espèces de coraux que les scientifiques corrèlent à la vitesse du courant. Toutefois, des incertitudes assez grandes subsistent sur cette corrélation rendant difficile de prédire l'amplitude de ce ralentissement.